# Tharsalea rubidus
Tharsalea rubidus är en fjärilsart som beskrevs av Hans Hermann Behr 1866. Tharsalea rubidus ingår i släktet Tharsalea och familjen juvelvingar. Inga underarter finns listade i Catalogue of Life.